# Spathidexia nexa
Spathidexia nexa är en tvåvingeart som beskrevs av Henry J. Reinhard 1953. Spathidexia nexa ingår i släktet Spathidexia och familjen parasitflugor.
Artens utbredningsområde är Arizona. Inga underarter finns listade i Catalogue of Life.